# Таск (шахматы)
Таск (англ. task) — в шахматной композиции задача или этюд, в которых один и тот же определённый элемент повторяется так часто, насколько это возможно. Повторение может быть последовательным — в одном варианте элементы следуют друг за другом, или параллельным — в нескольких различных вариантах. Элементом может служить геометрический паттерн, тактические идеи и комбинации, длина ходов или длина решения и так далее. Такие таски, в которых представлено рекордное количество повторяемых элементов, называются рекордными задачами или этюдами. Сюда относят, например, двухходовки с ферзевыми матами на 12 полях, с 8 движениями коня («коневое колесо»), с отступлением белого или чёрного короля на все 8 возможных полей и тому подобными элементами. 

## Примеры

### Бэбсон-таск
|   | a | b | c | d | e | f | g | h |   |
| - | --- | --- | --- | --- | --- | --- | --- | --- | - |
| 8 | a8 белый слон · b8 чёрный ферзь · d8 белый слон · f8 белый король · d7 белая пешка · e7 чёрная пешка · f7 белый конь · a6 белая пешка · e6 белая пешка · f6 чёрная пешка · a5 белая пешка · c5 чёрная пешка · f5 белая пешка · c4 белая пешка · d4 чёрный король · f4 чёрный слон · h4 белая ладья · b3 чёрная пешка · a2 чёрная пешка · b2 белый конь · d2 белая пешка · f2 белая пешка · a1 белый ферзь · b1 белая ладья | a8 белый слон · b8 чёрный ферзь · d8 белый слон · f8 белый король · d7 белая пешка · e7 чёрная пешка · f7 белый конь · a6 белая пешка · e6 белая пешка · f6 чёрная пешка · a5 белая пешка · c5 чёрная пешка · f5 белая пешка · c4 белая пешка · d4 чёрный король · f4 чёрный слон · h4 белая ладья · b3 чёрная пешка · a2 чёрная пешка · b2 белый конь · d2 белая пешка · f2 белая пешка · a1 белый ферзь · b1 белая ладья | a8 белый слон · b8 чёрный ферзь · d8 белый слон · f8 белый король · d7 белая пешка · e7 чёрная пешка · f7 белый конь · a6 белая пешка · e6 белая пешка · f6 чёрная пешка · a5 белая пешка · c5 чёрная пешка · f5 белая пешка · c4 белая пешка · d4 чёрный король · f4 чёрный слон · h4 белая ладья · b3 чёрная пешка · a2 чёрная пешка · b2 белый конь · d2 белая пешка · f2 белая пешка · a1 белый ферзь · b1 белая ладья | a8 белый слон · b8 чёрный ферзь · d8 белый слон · f8 белый король · d7 белая пешка · e7 чёрная пешка · f7 белый конь · a6 белая пешка · e6 белая пешка · f6 чёрная пешка · a5 белая пешка · c5 чёрная пешка · f5 белая пешка · c4 белая пешка · d4 чёрный король · f4 чёрный слон · h4 белая ладья · b3 чёрная пешка · a2 чёрная пешка · b2 белый конь · d2 белая пешка · f2 белая пешка · a1 белый ферзь · b1 белая ладья | a8 белый слон · b8 чёрный ферзь · d8 белый слон · f8 белый король · d7 белая пешка · e7 чёрная пешка · f7 белый конь · a6 белая пешка · e6 белая пешка · f6 чёрная пешка · a5 белая пешка · c5 чёрная пешка · f5 белая пешка · c4 белая пешка · d4 чёрный король · f4 чёрный слон · h4 белая ладья · b3 чёрная пешка · a2 чёрная пешка · b2 белый конь · d2 белая пешка · f2 белая пешка · a1 белый ферзь · b1 белая ладья | a8 белый слон · b8 чёрный ферзь · d8 белый слон · f8 белый король · d7 белая пешка · e7 чёрная пешка · f7 белый конь · a6 белая пешка · e6 белая пешка · f6 чёрная пешка · a5 белая пешка · c5 чёрная пешка · f5 белая пешка · c4 белая пешка · d4 чёрный король · f4 чёрный слон · h4 белая ладья · b3 чёрная пешка · a2 чёрная пешка · b2 белый конь · d2 белая пешка · f2 белая пешка · a1 белый ферзь · b1 белая ладья | a8 белый слон · b8 чёрный ферзь · d8 белый слон · f8 белый король · d7 белая пешка · e7 чёрная пешка · f7 белый конь · a6 белая пешка · e6 белая пешка · f6 чёрная пешка · a5 белая пешка · c5 чёрная пешка · f5 белая пешка · c4 белая пешка · d4 чёрный король · f4 чёрный слон · h4 белая ладья · b3 чёрная пешка · a2 чёрная пешка · b2 белый конь · d2 белая пешка · f2 белая пешка · a1 белый ферзь · b1 белая ладья | a8 белый слон · b8 чёрный ферзь · d8 белый слон · f8 белый король · d7 белая пешка · e7 чёрная пешка · f7 белый конь · a6 белая пешка · e6 белая пешка · f6 чёрная пешка · a5 белая пешка · c5 чёрная пешка · f5 белая пешка · c4 белая пешка · d4 чёрный король · f4 чёрный слон · h4 белая ладья · b3 чёрная пешка · a2 чёрная пешка · b2 белый конь · d2 белая пешка · f2 белая пешка · a1 белый ферзь · b1 белая ладья | 8 |
| 7 | a8 белый слон · b8 чёрный ферзь · d8 белый слон · f8 белый король · d7 белая пешка · e7 чёрная пешка · f7 белый конь · a6 белая пешка · e6 белая пешка · f6 чёрная пешка · a5 белая пешка · c5 чёрная пешка · f5 белая пешка · c4 белая пешка · d4 чёрный король · f4 чёрный слон · h4 белая ладья · b3 чёрная пешка · a2 чёрная пешка · b2 белый конь · d2 белая пешка · f2 белая пешка · a1 белый ферзь · b1 белая ладья | a8 белый слон · b8 чёрный ферзь · d8 белый слон · f8 белый король · d7 белая пешка · e7 чёрная пешка · f7 белый конь · a6 белая пешка · e6 белая пешка · f6 чёрная пешка · a5 белая пешка · c5 чёрная пешка · f5 белая пешка · c4 белая пешка · d4 чёрный король · f4 чёрный слон · h4 белая ладья · b3 чёрная пешка · a2 чёрная пешка · b2 белый конь · d2 белая пешка · f2 белая пешка · a1 белый ферзь · b1 белая ладья | a8 белый слон · b8 чёрный ферзь · d8 белый слон · f8 белый король · d7 белая пешка · e7 чёрная пешка · f7 белый конь · a6 белая пешка · e6 белая пешка · f6 чёрная пешка · a5 белая пешка · c5 чёрная пешка · f5 белая пешка · c4 белая пешка · d4 чёрный король · f4 чёрный слон · h4 белая ладья · b3 чёрная пешка · a2 чёрная пешка · b2 белый конь · d2 белая пешка · f2 белая пешка · a1 белый ферзь · b1 белая ладья | a8 белый слон · b8 чёрный ферзь · d8 белый слон · f8 белый король · d7 белая пешка · e7 чёрная пешка · f7 белый конь · a6 белая пешка · e6 белая пешка · f6 чёрная пешка · a5 белая пешка · c5 чёрная пешка · f5 белая пешка · c4 белая пешка · d4 чёрный король · f4 чёрный слон · h4 белая ладья · b3 чёрная пешка · a2 чёрная пешка · b2 белый конь · d2 белая пешка · f2 белая пешка · a1 белый ферзь · b1 белая ладья | a8 белый слон · b8 чёрный ферзь · d8 белый слон · f8 белый король · d7 белая пешка · e7 чёрная пешка · f7 белый конь · a6 белая пешка · e6 белая пешка · f6 чёрная пешка · a5 белая пешка · c5 чёрная пешка · f5 белая пешка · c4 белая пешка · d4 чёрный король · f4 чёрный слон · h4 белая ладья · b3 чёрная пешка · a2 чёрная пешка · b2 белый конь · d2 белая пешка · f2 белая пешка · a1 белый ферзь · b1 белая ладья | a8 белый слон · b8 чёрный ферзь · d8 белый слон · f8 белый король · d7 белая пешка · e7 чёрная пешка · f7 белый конь · a6 белая пешка · e6 белая пешка · f6 чёрная пешка · a5 белая пешка · c5 чёрная пешка · f5 белая пешка · c4 белая пешка · d4 чёрный король · f4 чёрный слон · h4 белая ладья · b3 чёрная пешка · a2 чёрная пешка · b2 белый конь · d2 белая пешка · f2 белая пешка · a1 белый ферзь · b1 белая ладья | a8 белый слон · b8 чёрный ферзь · d8 белый слон · f8 белый король · d7 белая пешка · e7 чёрная пешка · f7 белый конь · a6 белая пешка · e6 белая пешка · f6 чёрная пешка · a5 белая пешка · c5 чёрная пешка · f5 белая пешка · c4 белая пешка · d4 чёрный король · f4 чёрный слон · h4 белая ладья · b3 чёрная пешка · a2 чёрная пешка · b2 белый конь · d2 белая пешка · f2 белая пешка · a1 белый ферзь · b1 белая ладья | a8 белый слон · b8 чёрный ферзь · d8 белый слон · f8 белый король · d7 белая пешка · e7 чёрная пешка · f7 белый конь · a6 белая пешка · e6 белая пешка · f6 чёрная пешка · a5 белая пешка · c5 чёрная пешка · f5 белая пешка · c4 белая пешка · d4 чёрный король · f4 чёрный слон · h4 белая ладья · b3 чёрная пешка · a2 чёрная пешка · b2 белый конь · d2 белая пешка · f2 белая пешка · a1 белый ферзь · b1 белая ладья | 7 |
| 6 | a8 белый слон · b8 чёрный ферзь · d8 белый слон · f8 белый король · d7 белая пешка · e7 чёрная пешка · f7 белый конь · a6 белая пешка · e6 белая пешка · f6 чёрная пешка · a5 белая пешка · c5 чёрная пешка · f5 белая пешка · c4 белая пешка · d4 чёрный король · f4 чёрный слон · h4 белая ладья · b3 чёрная пешка · a2 чёрная пешка · b2 белый конь · d2 белая пешка · f2 белая пешка · a1 белый ферзь · b1 белая ладья | a8 белый слон · b8 чёрный ферзь · d8 белый слон · f8 белый король · d7 белая пешка · e7 чёрная пешка · f7 белый конь · a6 белая пешка · e6 белая пешка · f6 чёрная пешка · a5 белая пешка · c5 чёрная пешка · f5 белая пешка · c4 белая пешка · d4 чёрный король · f4 чёрный слон · h4 белая ладья · b3 чёрная пешка · a2 чёрная пешка · b2 белый конь · d2 белая пешка · f2 белая пешка · a1 белый ферзь · b1 белая ладья | a8 белый слон · b8 чёрный ферзь · d8 белый слон · f8 белый король · d7 белая пешка · e7 чёрная пешка · f7 белый конь · a6 белая пешка · e6 белая пешка · f6 чёрная пешка · a5 белая пешка · c5 чёрная пешка · f5 белая пешка · c4 белая пешка · d4 чёрный король · f4 чёрный слон · h4 белая ладья · b3 чёрная пешка · a2 чёрная пешка · b2 белый конь · d2 белая пешка · f2 белая пешка · a1 белый ферзь · b1 белая ладья | a8 белый слон · b8 чёрный ферзь · d8 белый слон · f8 белый король · d7 белая пешка · e7 чёрная пешка · f7 белый конь · a6 белая пешка · e6 белая пешка · f6 чёрная пешка · a5 белая пешка · c5 чёрная пешка · f5 белая пешка · c4 белая пешка · d4 чёрный король · f4 чёрный слон · h4 белая ладья · b3 чёрная пешка · a2 чёрная пешка · b2 белый конь · d2 белая пешка · f2 белая пешка · a1 белый ферзь · b1 белая ладья | a8 белый слон · b8 чёрный ферзь · d8 белый слон · f8 белый король · d7 белая пешка · e7 чёрная пешка · f7 белый конь · a6 белая пешка · e6 белая пешка · f6 чёрная пешка · a5 белая пешка · c5 чёрная пешка · f5 белая пешка · c4 белая пешка · d4 чёрный король · f4 чёрный слон · h4 белая ладья · b3 чёрная пешка · a2 чёрная пешка · b2 белый конь · d2 белая пешка · f2 белая пешка · a1 белый ферзь · b1 белая ладья | a8 белый слон · b8 чёрный ферзь · d8 белый слон · f8 белый король · d7 белая пешка · e7 чёрная пешка · f7 белый конь · a6 белая пешка · e6 белая пешка · f6 чёрная пешка · a5 белая пешка · c5 чёрная пешка · f5 белая пешка · c4 белая пешка · d4 чёрный король · f4 чёрный слон · h4 белая ладья · b3 чёрная пешка · a2 чёрная пешка · b2 белый конь · d2 белая пешка · f2 белая пешка · a1 белый ферзь · b1 белая ладья | a8 белый слон · b8 чёрный ферзь · d8 белый слон · f8 белый король · d7 белая пешка · e7 чёрная пешка · f7 белый конь · a6 белая пешка · e6 белая пешка · f6 чёрная пешка · a5 белая пешка · c5 чёрная пешка · f5 белая пешка · c4 белая пешка · d4 чёрный король · f4 чёрный слон · h4 белая ладья · b3 чёрная пешка · a2 чёрная пешка · b2 белый конь · d2 белая пешка · f2 белая пешка · a1 белый ферзь · b1 белая ладья | a8 белый слон · b8 чёрный ферзь · d8 белый слон · f8 белый король · d7 белая пешка · e7 чёрная пешка · f7 белый конь · a6 белая пешка · e6 белая пешка · f6 чёрная пешка · a5 белая пешка · c5 чёрная пешка · f5 белая пешка · c4 белая пешка · d4 чёрный король · f4 чёрный слон · h4 белая ладья · b3 чёрная пешка · a2 чёрная пешка · b2 белый конь · d2 белая пешка · f2 белая пешка · a1 белый ферзь · b1 белая ладья | 6 |
| 5 | a8 белый слон · b8 чёрный ферзь · d8 белый слон · f8 белый король · d7 белая пешка · e7 чёрная пешка · f7 белый конь · a6 белая пешка · e6 белая пешка · f6 чёрная пешка · a5 белая пешка · c5 чёрная пешка · f5 белая пешка · c4 белая пешка · d4 чёрный король · f4 чёрный слон · h4 белая ладья · b3 чёрная пешка · a2 чёрная пешка · b2 белый конь · d2 белая пешка · f2 белая пешка · a1 белый ферзь · b1 белая ладья | a8 белый слон · b8 чёрный ферзь · d8 белый слон · f8 белый король · d7 белая пешка · e7 чёрная пешка · f7 белый конь · a6 белая пешка · e6 белая пешка · f6 чёрная пешка · a5 белая пешка · c5 чёрная пешка · f5 белая пешка · c4 белая пешка · d4 чёрный король · f4 чёрный слон · h4 белая ладья · b3 чёрная пешка · a2 чёрная пешка · b2 белый конь · d2 белая пешка · f2 белая пешка · a1 белый ферзь · b1 белая ладья | a8 белый слон · b8 чёрный ферзь · d8 белый слон · f8 белый король · d7 белая пешка · e7 чёрная пешка · f7 белый конь · a6 белая пешка · e6 белая пешка · f6 чёрная пешка · a5 белая пешка · c5 чёрная пешка · f5 белая пешка · c4 белая пешка · d4 чёрный король · f4 чёрный слон · h4 белая ладья · b3 чёрная пешка · a2 чёрная пешка · b2 белый конь · d2 белая пешка · f2 белая пешка · a1 белый ферзь · b1 белая ладья | a8 белый слон · b8 чёрный ферзь · d8 белый слон · f8 белый король · d7 белая пешка · e7 чёрная пешка · f7 белый конь · a6 белая пешка · e6 белая пешка · f6 чёрная пешка · a5 белая пешка · c5 чёрная пешка · f5 белая пешка · c4 белая пешка · d4 чёрный король · f4 чёрный слон · h4 белая ладья · b3 чёрная пешка · a2 чёрная пешка · b2 белый конь · d2 белая пешка · f2 белая пешка · a1 белый ферзь · b1 белая ладья | a8 белый слон · b8 чёрный ферзь · d8 белый слон · f8 белый король · d7 белая пешка · e7 чёрная пешка · f7 белый конь · a6 белая пешка · e6 белая пешка · f6 чёрная пешка · a5 белая пешка · c5 чёрная пешка · f5 белая пешка · c4 белая пешка · d4 чёрный король · f4 чёрный слон · h4 белая ладья · b3 чёрная пешка · a2 чёрная пешка · b2 белый конь · d2 белая пешка · f2 белая пешка · a1 белый ферзь · b1 белая ладья | a8 белый слон · b8 чёрный ферзь · d8 белый слон · f8 белый король · d7 белая пешка · e7 чёрная пешка · f7 белый конь · a6 белая пешка · e6 белая пешка · f6 чёрная пешка · a5 белая пешка · c5 чёрная пешка · f5 белая пешка · c4 белая пешка · d4 чёрный король · f4 чёрный слон · h4 белая ладья · b3 чёрная пешка · a2 чёрная пешка · b2 белый конь · d2 белая пешка · f2 белая пешка · a1 белый ферзь · b1 белая ладья | a8 белый слон · b8 чёрный ферзь · d8 белый слон · f8 белый король · d7 белая пешка · e7 чёрная пешка · f7 белый конь · a6 белая пешка · e6 белая пешка · f6 чёрная пешка · a5 белая пешка · c5 чёрная пешка · f5 белая пешка · c4 белая пешка · d4 чёрный король · f4 чёрный слон · h4 белая ладья · b3 чёрная пешка · a2 чёрная пешка · b2 белый конь · d2 белая пешка · f2 белая пешка · a1 белый ферзь · b1 белая ладья | a8 белый слон · b8 чёрный ферзь · d8 белый слон · f8 белый король · d7 белая пешка · e7 чёрная пешка · f7 белый конь · a6 белая пешка · e6 белая пешка · f6 чёрная пешка · a5 белая пешка · c5 чёрная пешка · f5 белая пешка · c4 белая пешка · d4 чёрный король · f4 чёрный слон · h4 белая ладья · b3 чёрная пешка · a2 чёрная пешка · b2 белый конь · d2 белая пешка · f2 белая пешка · a1 белый ферзь · b1 белая ладья | 5 |
| 4 | a8 белый слон · b8 чёрный ферзь · d8 белый слон · f8 белый король · d7 белая пешка · e7 чёрная пешка · f7 белый конь · a6 белая пешка · e6 белая пешка · f6 чёрная пешка · a5 белая пешка · c5 чёрная пешка · f5 белая пешка · c4 белая пешка · d4 чёрный король · f4 чёрный слон · h4 белая ладья · b3 чёрная пешка · a2 чёрная пешка · b2 белый конь · d2 белая пешка · f2 белая пешка · a1 белый ферзь · b1 белая ладья | a8 белый слон · b8 чёрный ферзь · d8 белый слон · f8 белый король · d7 белая пешка · e7 чёрная пешка · f7 белый конь · a6 белая пешка · e6 белая пешка · f6 чёрная пешка · a5 белая пешка · c5 чёрная пешка · f5 белая пешка · c4 белая пешка · d4 чёрный король · f4 чёрный слон · h4 белая ладья · b3 чёрная пешка · a2 чёрная пешка · b2 белый конь · d2 белая пешка · f2 белая пешка · a1 белый ферзь · b1 белая ладья | a8 белый слон · b8 чёрный ферзь · d8 белый слон · f8 белый король · d7 белая пешка · e7 чёрная пешка · f7 белый конь · a6 белая пешка · e6 белая пешка · f6 чёрная пешка · a5 белая пешка · c5 чёрная пешка · f5 белая пешка · c4 белая пешка · d4 чёрный король · f4 чёрный слон · h4 белая ладья · b3 чёрная пешка · a2 чёрная пешка · b2 белый конь · d2 белая пешка · f2 белая пешка · a1 белый ферзь · b1 белая ладья | a8 белый слон · b8 чёрный ферзь · d8 белый слон · f8 белый король · d7 белая пешка · e7 чёрная пешка · f7 белый конь · a6 белая пешка · e6 белая пешка · f6 чёрная пешка · a5 белая пешка · c5 чёрная пешка · f5 белая пешка · c4 белая пешка · d4 чёрный король · f4 чёрный слон · h4 белая ладья · b3 чёрная пешка · a2 чёрная пешка · b2 белый конь · d2 белая пешка · f2 белая пешка · a1 белый ферзь · b1 белая ладья | a8 белый слон · b8 чёрный ферзь · d8 белый слон · f8 белый король · d7 белая пешка · e7 чёрная пешка · f7 белый конь · a6 белая пешка · e6 белая пешка · f6 чёрная пешка · a5 белая пешка · c5 чёрная пешка · f5 белая пешка · c4 белая пешка · d4 чёрный король · f4 чёрный слон · h4 белая ладья · b3 чёрная пешка · a2 чёрная пешка · b2 белый конь · d2 белая пешка · f2 белая пешка · a1 белый ферзь · b1 белая ладья | a8 белый слон · b8 чёрный ферзь · d8 белый слон · f8 белый король · d7 белая пешка · e7 чёрная пешка · f7 белый конь · a6 белая пешка · e6 белая пешка · f6 чёрная пешка · a5 белая пешка · c5 чёрная пешка · f5 белая пешка · c4 белая пешка · d4 чёрный король · f4 чёрный слон · h4 белая ладья · b3 чёрная пешка · a2 чёрная пешка · b2 белый конь · d2 белая пешка · f2 белая пешка · a1 белый ферзь · b1 белая ладья | a8 белый слон · b8 чёрный ферзь · d8 белый слон · f8 белый король · d7 белая пешка · e7 чёрная пешка · f7 белый конь · a6 белая пешка · e6 белая пешка · f6 чёрная пешка · a5 белая пешка · c5 чёрная пешка · f5 белая пешка · c4 белая пешка · d4 чёрный король · f4 чёрный слон · h4 белая ладья · b3 чёрная пешка · a2 чёрная пешка · b2 белый конь · d2 белая пешка · f2 белая пешка · a1 белый ферзь · b1 белая ладья | a8 белый слон · b8 чёрный ферзь · d8 белый слон · f8 белый король · d7 белая пешка · e7 чёрная пешка · f7 белый конь · a6 белая пешка · e6 белая пешка · f6 чёрная пешка · a5 белая пешка · c5 чёрная пешка · f5 белая пешка · c4 белая пешка · d4 чёрный король · f4 чёрный слон · h4 белая ладья · b3 чёрная пешка · a2 чёрная пешка · b2 белый конь · d2 белая пешка · f2 белая пешка · a1 белый ферзь · b1 белая ладья | 4 |
| 3 | a8 белый слон · b8 чёрный ферзь · d8 белый слон · f8 белый король · d7 белая пешка · e7 чёрная пешка · f7 белый конь · a6 белая пешка · e6 белая пешка · f6 чёрная пешка · a5 белая пешка · c5 чёрная пешка · f5 белая пешка · c4 белая пешка · d4 чёрный король · f4 чёрный слон · h4 белая ладья · b3 чёрная пешка · a2 чёрная пешка · b2 белый конь · d2 белая пешка · f2 белая пешка · a1 белый ферзь · b1 белая ладья | a8 белый слон · b8 чёрный ферзь · d8 белый слон · f8 белый король · d7 белая пешка · e7 чёрная пешка · f7 белый конь · a6 белая пешка · e6 белая пешка · f6 чёрная пешка · a5 белая пешка · c5 чёрная пешка · f5 белая пешка · c4 белая пешка · d4 чёрный король · f4 чёрный слон · h4 белая ладья · b3 чёрная пешка · a2 чёрная пешка · b2 белый конь · d2 белая пешка · f2 белая пешка · a1 белый ферзь · b1 белая ладья | a8 белый слон · b8 чёрный ферзь · d8 белый слон · f8 белый король · d7 белая пешка · e7 чёрная пешка · f7 белый конь · a6 белая пешка · e6 белая пешка · f6 чёрная пешка · a5 белая пешка · c5 чёрная пешка · f5 белая пешка · c4 белая пешка · d4 чёрный король · f4 чёрный слон · h4 белая ладья · b3 чёрная пешка · a2 чёрная пешка · b2 белый конь · d2 белая пешка · f2 белая пешка · a1 белый ферзь · b1 белая ладья | a8 белый слон · b8 чёрный ферзь · d8 белый слон · f8 белый король · d7 белая пешка · e7 чёрная пешка · f7 белый конь · a6 белая пешка · e6 белая пешка · f6 чёрная пешка · a5 белая пешка · c5 чёрная пешка · f5 белая пешка · c4 белая пешка · d4 чёрный король · f4 чёрный слон · h4 белая ладья · b3 чёрная пешка · a2 чёрная пешка · b2 белый конь · d2 белая пешка · f2 белая пешка · a1 белый ферзь · b1 белая ладья | a8 белый слон · b8 чёрный ферзь · d8 белый слон · f8 белый король · d7 белая пешка · e7 чёрная пешка · f7 белый конь · a6 белая пешка · e6 белая пешка · f6 чёрная пешка · a5 белая пешка · c5 чёрная пешка · f5 белая пешка · c4 белая пешка · d4 чёрный король · f4 чёрный слон · h4 белая ладья · b3 чёрная пешка · a2 чёрная пешка · b2 белый конь · d2 белая пешка · f2 белая пешка · a1 белый ферзь · b1 белая ладья | a8 белый слон · b8 чёрный ферзь · d8 белый слон · f8 белый король · d7 белая пешка · e7 чёрная пешка · f7 белый конь · a6 белая пешка · e6 белая пешка · f6 чёрная пешка · a5 белая пешка · c5 чёрная пешка · f5 белая пешка · c4 белая пешка · d4 чёрный король · f4 чёрный слон · h4 белая ладья · b3 чёрная пешка · a2 чёрная пешка · b2 белый конь · d2 белая пешка · f2 белая пешка · a1 белый ферзь · b1 белая ладья | a8 белый слон · b8 чёрный ферзь · d8 белый слон · f8 белый король · d7 белая пешка · e7 чёрная пешка · f7 белый конь · a6 белая пешка · e6 белая пешка · f6 чёрная пешка · a5 белая пешка · c5 чёрная пешка · f5 белая пешка · c4 белая пешка · d4 чёрный король · f4 чёрный слон · h4 белая ладья · b3 чёрная пешка · a2 чёрная пешка · b2 белый конь · d2 белая пешка · f2 белая пешка · a1 белый ферзь · b1 белая ладья | a8 белый слон · b8 чёрный ферзь · d8 белый слон · f8 белый король · d7 белая пешка · e7 чёрная пешка · f7 белый конь · a6 белая пешка · e6 белая пешка · f6 чёрная пешка · a5 белая пешка · c5 чёрная пешка · f5 белая пешка · c4 белая пешка · d4 чёрный король · f4 чёрный слон · h4 белая ладья · b3 чёрная пешка · a2 чёрная пешка · b2 белый конь · d2 белая пешка · f2 белая пешка · a1 белый ферзь · b1 белая ладья | 3 |
| 2 | a8 белый слон · b8 чёрный ферзь · d8 белый слон · f8 белый король · d7 белая пешка · e7 чёрная пешка · f7 белый конь · a6 белая пешка · e6 белая пешка · f6 чёрная пешка · a5 белая пешка · c5 чёрная пешка · f5 белая пешка · c4 белая пешка · d4 чёрный король · f4 чёрный слон · h4 белая ладья · b3 чёрная пешка · a2 чёрная пешка · b2 белый конь · d2 белая пешка · f2 белая пешка · a1 белый ферзь · b1 белая ладья | a8 белый слон · b8 чёрный ферзь · d8 белый слон · f8 белый король · d7 белая пешка · e7 чёрная пешка · f7 белый конь · a6 белая пешка · e6 белая пешка · f6 чёрная пешка · a5 белая пешка · c5 чёрная пешка · f5 белая пешка · c4 белая пешка · d4 чёрный король · f4 чёрный слон · h4 белая ладья · b3 чёрная пешка · a2 чёрная пешка · b2 белый конь · d2 белая пешка · f2 белая пешка · a1 белый ферзь · b1 белая ладья | a8 белый слон · b8 чёрный ферзь · d8 белый слон · f8 белый король · d7 белая пешка · e7 чёрная пешка · f7 белый конь · a6 белая пешка · e6 белая пешка · f6 чёрная пешка · a5 белая пешка · c5 чёрная пешка · f5 белая пешка · c4 белая пешка · d4 чёрный король · f4 чёрный слон · h4 белая ладья · b3 чёрная пешка · a2 чёрная пешка · b2 белый конь · d2 белая пешка · f2 белая пешка · a1 белый ферзь · b1 белая ладья | a8 белый слон · b8 чёрный ферзь · d8 белый слон · f8 белый король · d7 белая пешка · e7 чёрная пешка · f7 белый конь · a6 белая пешка · e6 белая пешка · f6 чёрная пешка · a5 белая пешка · c5 чёрная пешка · f5 белая пешка · c4 белая пешка · d4 чёрный король · f4 чёрный слон · h4 белая ладья · b3 чёрная пешка · a2 чёрная пешка · b2 белый конь · d2 белая пешка · f2 белая пешка · a1 белый ферзь · b1 белая ладья | a8 белый слон · b8 чёрный ферзь · d8 белый слон · f8 белый король · d7 белая пешка · e7 чёрная пешка · f7 белый конь · a6 белая пешка · e6 белая пешка · f6 чёрная пешка · a5 белая пешка · c5 чёрная пешка · f5 белая пешка · c4 белая пешка · d4 чёрный король · f4 чёрный слон · h4 белая ладья · b3 чёрная пешка · a2 чёрная пешка · b2 белый конь · d2 белая пешка · f2 белая пешка · a1 белый ферзь · b1 белая ладья | a8 белый слон · b8 чёрный ферзь · d8 белый слон · f8 белый король · d7 белая пешка · e7 чёрная пешка · f7 белый конь · a6 белая пешка · e6 белая пешка · f6 чёрная пешка · a5 белая пешка · c5 чёрная пешка · f5 белая пешка · c4 белая пешка · d4 чёрный король · f4 чёрный слон · h4 белая ладья · b3 чёрная пешка · a2 чёрная пешка · b2 белый конь · d2 белая пешка · f2 белая пешка · a1 белый ферзь · b1 белая ладья | a8 белый слон · b8 чёрный ферзь · d8 белый слон · f8 белый король · d7 белая пешка · e7 чёрная пешка · f7 белый конь · a6 белая пешка · e6 белая пешка · f6 чёрная пешка · a5 белая пешка · c5 чёрная пешка · f5 белая пешка · c4 белая пешка · d4 чёрный король · f4 чёрный слон · h4 белая ладья · b3 чёрная пешка · a2 чёрная пешка · b2 белый конь · d2 белая пешка · f2 белая пешка · a1 белый ферзь · b1 белая ладья | a8 белый слон · b8 чёрный ферзь · d8 белый слон · f8 белый король · d7 белая пешка · e7 чёрная пешка · f7 белый конь · a6 белая пешка · e6 белая пешка · f6 чёрная пешка · a5 белая пешка · c5 чёрная пешка · f5 белая пешка · c4 белая пешка · d4 чёрный король · f4 чёрный слон · h4 белая ладья · b3 чёрная пешка · a2 чёрная пешка · b2 белый конь · d2 белая пешка · f2 белая пешка · a1 белый ферзь · b1 белая ладья | 2 |
| 1 | a8 белый слон · b8 чёрный ферзь · d8 белый слон · f8 белый король · d7 белая пешка · e7 чёрная пешка · f7 белый конь · a6 белая пешка · e6 белая пешка · f6 чёрная пешка · a5 белая пешка · c5 чёрная пешка · f5 белая пешка · c4 белая пешка · d4 чёрный король · f4 чёрный слон · h4 белая ладья · b3 чёрная пешка · a2 чёрная пешка · b2 белый конь · d2 белая пешка · f2 белая пешка · a1 белый ферзь · b1 белая ладья | a8 белый слон · b8 чёрный ферзь · d8 белый слон · f8 белый король · d7 белая пешка · e7 чёрная пешка · f7 белый конь · a6 белая пешка · e6 белая пешка · f6 чёрная пешка · a5 белая пешка · c5 чёрная пешка · f5 белая пешка · c4 белая пешка · d4 чёрный король · f4 чёрный слон · h4 белая ладья · b3 чёрная пешка · a2 чёрная пешка · b2 белый конь · d2 белая пешка · f2 белая пешка · a1 белый ферзь · b1 белая ладья | a8 белый слон · b8 чёрный ферзь · d8 белый слон · f8 белый король · d7 белая пешка · e7 чёрная пешка · f7 белый конь · a6 белая пешка · e6 белая пешка · f6 чёрная пешка · a5 белая пешка · c5 чёрная пешка · f5 белая пешка · c4 белая пешка · d4 чёрный король · f4 чёрный слон · h4 белая ладья · b3 чёрная пешка · a2 чёрная пешка · b2 белый конь · d2 белая пешка · f2 белая пешка · a1 белый ферзь · b1 белая ладья | a8 белый слон · b8 чёрный ферзь · d8 белый слон · f8 белый король · d7 белая пешка · e7 чёрная пешка · f7 белый конь · a6 белая пешка · e6 белая пешка · f6 чёрная пешка · a5 белая пешка · c5 чёрная пешка · f5 белая пешка · c4 белая пешка · d4 чёрный король · f4 чёрный слон · h4 белая ладья · b3 чёрная пешка · a2 чёрная пешка · b2 белый конь · d2 белая пешка · f2 белая пешка · a1 белый ферзь · b1 белая ладья | a8 белый слон · b8 чёрный ферзь · d8 белый слон · f8 белый король · d7 белая пешка · e7 чёрная пешка · f7 белый конь · a6 белая пешка · e6 белая пешка · f6 чёрная пешка · a5 белая пешка · c5 чёрная пешка · f5 белая пешка · c4 белая пешка · d4 чёрный король · f4 чёрный слон · h4 белая ладья · b3 чёрная пешка · a2 чёрная пешка · b2 белый конь · d2 белая пешка · f2 белая пешка · a1 белый ферзь · b1 белая ладья | a8 белый слон · b8 чёрный ферзь · d8 белый слон · f8 белый король · d7 белая пешка · e7 чёрная пешка · f7 белый конь · a6 белая пешка · e6 белая пешка · f6 чёрная пешка · a5 белая пешка · c5 чёрная пешка · f5 белая пешка · c4 белая пешка · d4 чёрный король · f4 чёрный слон · h4 белая ладья · b3 чёрная пешка · a2 чёрная пешка · b2 белый конь · d2 белая пешка · f2 белая пешка · a1 белый ферзь · b1 белая ладья | a8 белый слон · b8 чёрный ферзь · d8 белый слон · f8 белый король · d7 белая пешка · e7 чёрная пешка · f7 белый конь · a6 белая пешка · e6 белая пешка · f6 чёрная пешка · a5 белая пешка · c5 чёрная пешка · f5 белая пешка · c4 белая пешка · d4 чёрный король · f4 чёрный слон · h4 белая ладья · b3 чёрная пешка · a2 чёрная пешка · b2 белый конь · d2 белая пешка · f2 белая пешка · a1 белый ферзь · b1 белая ладья | a8 белый слон · b8 чёрный ферзь · d8 белый слон · f8 белый король · d7 белая пешка · e7 чёрная пешка · f7 белый конь · a6 белая пешка · e6 белая пешка · f6 чёрная пешка · a5 белая пешка · c5 чёрная пешка · f5 белая пешка · c4 белая пешка · d4 чёрный король · f4 чёрный слон · h4 белая ладья · b3 чёрная пешка · a2 чёрная пешка · b2 белый конь · d2 белая пешка · f2 белая пешка · a1 белый ферзь · b1 белая ладья | 1 |
|   | a | b | c | d | e | f | g | h |   |

Таск Бабсона, Бэбсон-таск (англ. Babson task) — рекордная задача на тему взаимного идентичного превращения одной белой и одной чёрной пешек во все возможные фигуры. Получила название по имени американского проблемиста Джозефа Нея Бэбсона, впервые в 1924 году воплотившего замысел в форме обратного мата. В ортодоксальной форме эта тема впервые реализована в 1983 году советским композитором Леонидом Ярошем. На диаграмме изображена вторая и одна из самых лучших в ряду появившихся в 1980-е годы ортодоксальных задач с таском Бэбсона.

Решение:

1.а7 и главные варианты:

1…abФ 2.abФ Ф:b2 3.Ф:b3 Ф:а1 4.Л:f4#, 

1…abЛ 2.abЛ Л:b2 3.Л:b3 Kр: c4 4.Фa4#, 

1…abС 2.abС Сe4 3.С:f4 С:a8 4.Сe3(e5)#, 

1…abК 2.abК К:d2 3.Фc1 Кe4 4.Кc6#.